# Errouville
Errouville település Franciaországban, Meurthe-et-Moselle megyében. Lakosainak száma 682 fő (2022. január 1.). Errouville Aumetz, Bréhain-la-Ville, Crusnes, Fillières és Serrouville községekkel határos.

## Népesség
A település népességének változása:
| Lakosok száma | 1117 | 907  | 793  | 773  | 775  | 761  | 724  | 699  | 690  | 682  |
|               | 1968 | 1982 | 1990 | 2006 | 2013 | 2015 | 2017 | 2019 | 2020 | 2022 |